# Disseny multimèdia

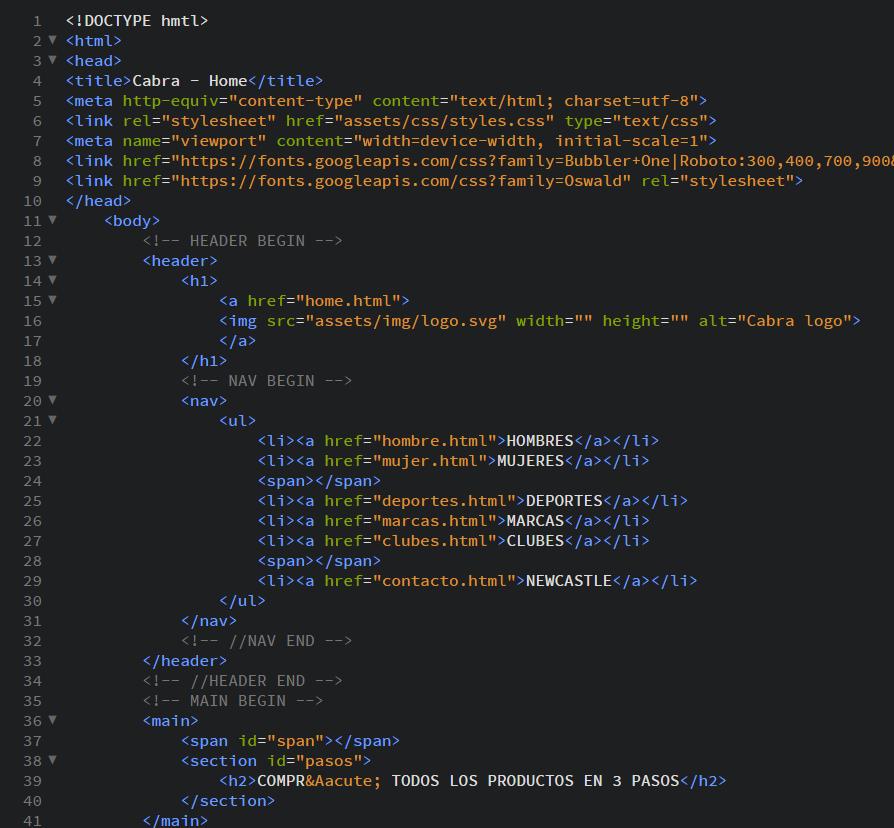
Codi web d'un lloc web interactiu.

El disseny multimèdia està compost per la combinació de diverses branques, que engloben text, fotografies, vídeos, programació d'ordinadors, so, animació, manipulada i bolcada en un suport digital. Algunes d'aquestes branques poden ser: disseny gràfic, disseny editorial, disseny web, edició de vídeos, programació d'aplicacions interactives, etc.
La qualitat multimèdia és molt extensa en si mateixa, no està necessàriament cenyida a la informàtica, ja que es pot prendre com a mitjà multimèdia la barreja d'un llibre amb un casset, la combinació dels quals s'utilitza per crear textos amb música ambient, el disseny d'un flyer fet manualment i després digitalitzat per reproduir-ho i moltes altres coses.
Una definició més específica del concepte de multimèdia és la capacitat que posseeixen els ordinadors de mostrar en un monitor o mitjà visual, textos i gràfics, així com de produir so. En el seu començament, fa uns 40 anys, les computadores no posseïen massa atractiu: eren de característiques enormes i plenes de dispositius metàl·lics i cables que no oferien bona comunicació amb l'usuari. Va ser amb el pas del temps que la seva evolució els ha fet canviar d'aspecte, tant per dins com per fora. Els ordinadors van reduir la seva grandària i se'ls han afegit determinats elements que proporcionen un millor intercanvi d'informació amb els usuaris. Gradualment s'ha aconseguit un aspecte i funcionament més agradables. Les noves tecnologies han recolzat un augment de la potència d'execució no només en el càlcul, sinó en àrees com el procés de diversos tipus de dades, la comunicació i transferència d'informació entre computadors remots, el traçat de gràfics i el raonament intel·ligent.

## Història
En referència al punt d'inflexió en el desenvolupament, aquest es troba en l'expansió de l'ordinador personal, als inicis dels anys vuitanta. Amb gran rapidesa les computadores van ser introduïdes en diversos camps. Però el seu desenvolupament va ser superior en el terreny professional. Encara que la realitat multimèdia es trobava encara lluny, atès que els primers ordinadors considerats multimèdia, eren lents i de baixa producció, van sorgir en la primera meitat dels anys noranta els que donarien pas a un increment en la producció. Sorgeixen processadors dotats per a millors prestacions, sobretot amb relació a l'emmagatzematge de la informació i a la capacitat per transmetre dades de diversos tipus.

## Aplicació
Fa 3 anys, la diversitat de gèneres aplicats al disseny multimèdia prenia forma en biblioteques virtuals, arxius, museus virtuals, campus universitaris, cinemes, teatres, aeroports, videojocs i fins i tot en la via pública.
El contingut visual generat brinda una interfície interactiva capaç d'instruir a l'usuari de manera immediata.
Els mètodes d'aplicació són:
- Publicació electrònica: ebooks, xarxes socials, revistes electròniques, il·lustracions, fotografia, vídeo, animació, etc.
- Tractament de la informació: quioscos digitals utilitzats per a la impressió fotogràfica per mitjà d'un usuari sense instrucció.
- Ensenyament interactiu: informació consistent i útil.

## Multimèdia interactiva
El desenvolupament multimèdia ha sofert dos problemes clàssics l'accés i manipulació de les dades, i el seu emmagatzematge, perquè les dades gràfiques ocupen una gran quantitat de bytes de memòria. El primer problema va ser resolt amb el desenvolupament dels entorns gràfics en aquests ordinadors, basats en la presentació de la informació en forma de finestres, així com la utilització d'icones i menús amb els quals l'usuari pot conviure amb el programa de manera simple. Pel que fa al tema de l'emmagatzematge, aquest va ser solucionat amb nous mètodes de compressió d'arxius d'imatges, so i vídeo, i amb l'aparició dels suports òptics, capaços d'emmagatzemar una gran quantitat de memòria en un únic suport.
El multimèdia interactiu com a sistema de comunicació ha aconseguit el seu màxim exponent amb la incorporació massiva dels lectors de CD-ROM als ordinadors –amb la seva evolució en la velocitat de lectura-, i més recentment amb el gran volum d'informació que possibiliten els DVD i els suports òptics. És llavors que ha estat fortament impulsat per les empreses editorials convencionals que van començar a crear enciclopèdies en línia, jocs i programes interactius multimèdia.

## Necessitats Tecnològiques
A l'hora de treballar en el disseny multimèdia, s'han de tenir en compte certes variables com són el maquinari i el programari.
- Maquinari: Es necessiten equips avançats amb processadors d'alta gamma, així com memòria RAM, targetes gràfiques, ports de Firewire, USB, tabletes digitalitzadores, escàner, targeta de xarxa, connexió a Internet, monitors d'alta gamma, càmeres semi - professionals o professionals il·luminació artificial
- Programari: D'adquisició i tractament en àudio, imatges, vídeo; de disseny digital 2D i 3D; de creació multimèdia, com també d'auditoria en DVD's, disc compacte i connexió a Internet.

## Hipermèdia

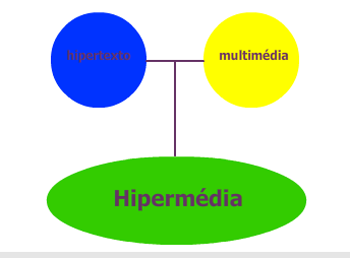
El terme hipermèdia engloba els conceptes de hipertext i multimèdia

El terme hipermèdia obté el seu nom amb la suma d'hipertext i multimèdia, una xarxa hipertextual que inclou no només el text, sinó també en altres mitjans: imatges, àudio, vídeo, etc. (multimèdia). Molts autors coincideixen en aquesta definició, on l'hipertext s'entén com l'organització d'una base de dades en blocs de continguts anomenats nodes (en el seu grau mínim), connectats mitjançant enllaços, selecció dels quals genera diferents maneres de recuperar la informació de la base; el multimèdia consisteix la tecnologia que utilitza la informació emmagatzemada en diferents formats i mitjans, controlats per un usuari (interactivitat). D'aquesta manera, l'hipermèdia combina tant la tecnologia hipertextual, com la multimèdia. Llavors, si el multimèdia proporciona una riquesa en els tipus de dades, l'hipertext proporciona una estructura que permet que les dades puguin ser presentades i explorades en funció de diferents seqüències, segons les necessitats i preferències de l'usuari.

## Àmbit de treball
El disseny multimèdia té diverses àrees de treball, però principalment destaquen les aplicacions en la publicitat televisiva i el disseny d'aplicacions web. Això en funció de que aquests mitjans en particular permeten la combinació dels estímuls visuals en acció, i fins i tot els estímuls audibles.

## Perfil del dissenyador multimedia
Des de fa diversos anys, el disseny multimèdia és considerat un grau universitari en molts països del món. És llavors que en l'actualitat comptem amb dissenyadors multimedia que desenvolupen activitats en diversos àmbits. Dirigeixi's aquí per obtenir una descripció més profunda sobre el perfil del graduat multimèdia.
Els llicenciats en disseny multimèdia tenen un perfil obert, innovador i multidisciplinari gràcies a una carrera que vincula el disseny interactiu, el gràfic i d'experiències, la producció audiovisual, l'animació, els videojocs, programació d'ordinadors, cultura digital, art electrònic, màrqueting digital i altres disciplines.
La capacitat de gestionar projectes propis i de tercers posiciona als llicenciats com a protagonistes i impulsors de nous models de comunicació i negocis.